# Алод
Алод (на немски: Allod; на френски: alodis; на среднолатински: allod или allodium – в превод на български: „пълно имущество“, „пълна собственост“ – от „al“ – „всички, напълно, изцяло“ и „od“ – „има̀не, притежание, собственост“) е юридически термин от Средновековието и ранното Ново време в Западна и Средна Европа, който обозначавал наследствена поземлена собственост (почти винаги ставало въпрос за обработваема земя, градски парцел или имение), над която собственикът можел свободно да се разпорежда, както пожелае, без надзор или намеса от страна на по-висша инстанция като например княз, епископ, крал или император. Алодът бил свободен от феодални повинности и е под неограничената разпоредба на своя собственик. Фактът, че тази собственост можела да се предава от поколение на поколение по семейна наследствена линия, я отличавал от феода и господарското земевладелие, при които владелецът/господарят не бил пряк собственик, а просто наместник на по-висше стоящ суверен – например крал – изпълняващ неговите функции.
В исторически план алодите представляват вид суверенна държава. Това определение се потвърждава от известния юрист Хуго Гроций, бащата на международното право и концепцията за суверенитета. Според него „Собствениците на алодиални имоти са суверенни“, тъй като алодиалните имоти по своето естество са свободни, наследствени, наследени от техните предци, суверенни и държани от Божията благодат.
Превръщането на феоди в лична собственост се нарича алодиализация.
Частното имущество на дадено княжеско семейство също се наричало алодиална собственост, за разлика от фискалната собственост, която обозначавала държавната хазна и държавната собственост.